# Sakassou (département)
Le département de Sakassou est un département de Côte d'Ivoire. 